# Derby County Football Club 2011-2012

## Stagione
La stagione 2011-2012 del Derby County si concluse a metà classifica con un dodicesimo posto. Venne inoltre eliminata al terzo turno di League Cup e ai quarti di FA Cup.

## Maglie e sponsor
Per la stagione 2011-2012, lo sponsor tecnico era Adidas; mentre il main sponsor buymobiles.net
| casa | trasferta |

## Rosa
| N. |                             | Ruolo | Calciatore       |
| -- | --------------------------- | ----- | ---------------- |
| 1  | Inghilterra (bandiera)      | P     | Frank Fielding   |
| 2  | Inghilterra (bandiera)      | D     | John Brayford    |
| 3  | Galles (bandiera)           | D     | Gareth Roberts   |
| 4  | Scozia (bandiera)           | C     | Craig Bryson     |
| 5  | Inghilterra (bandiera)      | D     | Shaun Barker     |
| 6  | Inghilterra (bandiera)      | D     | Jason Shackell   |
| 7  | Inghilterra (bandiera)      | A     | Steve Davies     |
| 9  | Inghilterra (bandiera)      | A     | Nathan Tyson     |
| 10 | Irlanda del Nord (bandiera) | A     | Jamie Ward       |
| 11 | Scozia (bandiera)           | A     | Chris Maguire    |
| 12 | Scozia (bandiera)           | D     | Russell Anderson |
| 13 | Inghilterra (bandiera)      | P     | Adam Legzdins    |
| 14 | Stati Uniti (bandiera)      | A     | Conor Doyle      |
| 15 | Scozia (bandiera)           | C     | Stephen Pearson  |
| 16 | Inghilterra (bandiera)      | C     | James Bailey     |
| 17 | Inghilterra (bandiera)      | C     | Jake Buxton      |
| 18 | Inghilterra (bandiera)      | C     | Ben Davies       |
| 19 | Polonia (bandiera)          | A     | Tomasz Cywka     |

| N. |                        | Ruolo | Calciatore    |
| -- | ---------------------- | ----- | ------------- |
| 19 | Inghilterra (bandiera) | C     | Tom Carroll   |
| 20 | Inghilterra (bandiera) | C     | Chris Riggott |
| 21 | Inghilterra (bandiera) | A     | Theo Robinson |
| 22 | Inghilterra (bandiera) | C     | Lee Croft     |
| 23 | Irlanda (bandiera)     | C     | Jeff Hendrick |
| 24 | Irlanda (bandiera)     | D     | Mark O'Brien  |
| 25 | Inghilterra (bandiera) | D     | Callum Ball   |
| 26 | Irlanda (bandiera)     | D     | Kevin Kilbane |
| 27 | Inghilterra (bandiera) | D     | Chris Jones   |
| 28 | Inghilterra (bandiera) | A     | Mason Bennett |
| 29 | Inghilterra (bandiera) | C     | Will Hughes   |
| 30 | Inghilterra (bandiera) | D     | Josh Lelan    |
| 31 | Inghilterra (bandiera) | D     | Tom Naylor    |
| 32 | Irlanda (bandiera)     | C     | Paul Green    |
| 33 | Ungheria (bandiera)    | A     | Tamás Priskin |
| 33 | Inghilterra (bandiera) | P     | James Severn  |
| 34 | Inghilterra (bandiera) | C     | Ryan Connolly |
| 35 | Irlanda (bandiera)     | A     | Kwame Thomas  |